# تعديل بحسب العرق
التعديل بحسب العرق أو التصحيح نسبةً للعرق، هو حساب نتيجة فحص ما مع أخذ العرق بعين الاعتبار. يشيع استخدامه في الخوارزميات الطبية في العديد من التخصصات، ومنها: طب القلب والكلى والجهاز البولي والتوليد والرئة وعلم الغدد الصم والأورام. تتضمن الأمثلة على ذلك: حساب معدل الترشيح الكبيبي المقدر لتقييم وظائف الكلى، ومقياس ستون للتنبؤ بالحصيات الكلوية، وأداة فراكس لتقييم احتمالية حدوث كسر عظمي خلال 10 سنوات، وفحص وظائف الرئة لتحديد شدة مرض رئوي ما.

## أنواعه واستخداماته الطبية
يشيع استخدام التعديلات العرقية في العديد من التخصصات الطبية، ومنها: طب القلب والكلى والجهاز البولي والتوليد والرئة وعلم الغدد الصم والأورام. تتضمن الأمثلة على ذلك: حساب معدل الترشيح الكبيبي المقدر لتقييم وظائف الكلى، ومقياس ستون للتنبؤ بالحصيات الكلوية، وأداة فراكس لتقييم احتمالية حدوث كسر عظمي خلال 10 سنوات، وفحص وظائف الرئة لتحديد شدة مرض رئوي ما.

### طب الكلى
يعتبر معدل الترشيح الكبيبي المقدر إحدى الطرق المستخدمة لتقييم وظيفة الكلى. ترتفع قيم معدل الترشيح الكبيبي لذوي العرق الأسود عند إضافة العرق إلى الخوارزمية المتبعة لحسابه. تختلف الأسباب المقترحة لتفسير ذلك، ولكن يُعتقد أنها تعزى جزئيًا إلى امتلاك الأشخاص السود كتلة عضلية أكبر. خضعت هذه الفكرة للتمحيص الدقيق، وهذا دفع مؤسسات معينة إلى الابتعاد عن النموذج المعدل حسب العرق.
تخضع عمليات زرع الكلى أيضًا لمقتضيات عرقية مباشرة وغير مباشرة. تطور مؤشر خطر المتبرع بالكلى في عام 2014، وهو مؤشر توزيع الكلى الرسمي في الولايات المتحدة الأمريكية. يعتبر العرق أحد العوامل المستخدمة للتنبؤ بنجاح الطعم الكلوي وفقًا لذلك المؤشر، ويعتقد أن أداء الكلى المأخوذة من متبرعين سود أسوأ من أداء الكلى المأخوذة من المتبرعين الآخرين. وعلى هذا الأساس، يصنف المؤشر العرق الأسود كفئة مانحة أقل درجة. أدى ذلك لتأثير تراكمي (تأثير كرة الثلج) أسفر عنه احتواء النظام على عدد أقل من المتبرعين السود. في المقابل، أثر ذلك على الأشخاص السود الذين يحتاجون إلى الكلى؛ إذ تكون فترات انتظار ذوي العرق السود أطول مقارنةً بالأعراق الأخرى في قوائم المرضى الذين يحتاجون لزرع كلية. ووفقًا للدراسات الحديثة، يرجح تلقي الأشخاص السود كلية من متبرع أسود. قد يؤدي هذا النقص في الموارد إلى تفاقم أوقات الانتظار الطويلة مسبقًا. في السنوات الأخيرة، دعا بعض المختصين للاهتمام بهذه الفروق وإعادة التقييم المعادلات الحالية واستبدال التقلبات المرتبطة بمتغير العرق.

### التوليد
في الولايات المتحدة، ما زالت معدلات الولادة القيصرية للنساء من أصل أفريقي والنساء من أصل إسباني أعلى من النساء البيض. تساهم بعض معادلات اتخاذ القرار الطبي، كخوارزمية الولادة المهبلية بعد الولادة القيصرية، في مثل هذه الفروق لدى النساء ذوات البشرة الملونة. تُستخدم خوارزمية الولادة المهبلية بعد الولادة القيصرية لتقدير معدلات نجاح الولادة المهبلية بين الأمهات الحوامل اللواتي خضعن لولادة قيصرية سابقة، ويعتمد عليها الأطباء في نصيحتهم لتجربة الولادة الطبيعية أو الخضوع لولادة قيصرية مرة أخرى. تحمل الخوارزمية نوعان من عوامل التصحيح على أساس العرق؛ أحدها للنساء الأمريكيات من أصل أفريقي والآخر للنساء من أصل إسباني. تنقص هذه العوامل من احتمالية حدوث ولادة مهبلية ناجحة بعد ولادة قيصرية، وبالتالي يكون احتمال نجاح الولادة المهبلية للأفراد الأمريكيين من أصل أفريقي وإسباني منخفضًا. قد تثني هذه التقديرات المنخفضة مقدمي الرعاية الصحية عن تجربة المخاض والولادة المهبلية لدى النساء الحوامل ذوات البشرة الملونة، على الرغم من الفوائد الصحية المثبتة للولادة المهبلية (مضاعفات جراحية أقل وتعافي أسرع واختلاطات أقل في الحمول اللاحقة). يشكك مقدمي الخدمات الصحية بهذه الارتباطات العرقية / الإثنية، لأنها غير مدعومة بشكل كامل من علم الأحياء، وتدعو للقلق؛ إذ تكون معدلات وفيات الأمهات أعلى لدى نساء العرق السود مقارنةً بغيرهم.

### طب الرئة
تعمل أجهزة قياس التنفس على معرفة حجم الرئة ومقدار تدفق الهواء. يستخدم مقياس التنفس لتشخيص العديد من أمراض الجهاز التنفسي ومراقبتها كالربو وداء الانسداد الرئوي المزمن. في الولايات المتحدة، تستخدم مقاييس التنفس عوامل تصحيح للأفراد المصنفين على أنهم سود (10- 15٪) أو آسيويين (4- 6٪). جادل البعض حول مدى إنصاف معادلات وظائف الرئة هذه فيما يخص التشخيص الخاطئ لشدة الربو وداء الانسداد الرئوي المزمن. وفقًا لمراجعة منهجية شملت 226 مقالة منشورة حول الموضوع بين عامي 1922 و2008، لم يحدد العرق سوى في دراسة واحدة أو أقل من كل خمس دراسات، وفي كثير من الدراسات، افترض الباحثون وجود اختلافات متأصلة أو وراثية. يدعي مؤيدو استخدام عوامل التصحيح العرقية في فحوص وظائف الرئة بأنها تعطي نتائج أدق على الرغم من عيوبها، وأن حذفها سيؤدي إلى التشخيص الخاطئ.

## نبذة تاريخية
كان الخطاب العنصري منتشرًا خلال مراحل تطور الفكر الطبي الغربي. صنف الطبيب السويدي كارولوس لينيوس الجنس البشري لخمسة أنواع اعتمادًا على السحنة التي يبديها كل منهم. تضمنت الخصائص التي استخدمها نوع الشعر وسماكة الجلد، بالإضافة إلى خصائص نسبية متعلقة بالجشع والشرف والكسل.
كذلك، اعتقد تشارلز وايت، وهو طبيب وجراح إنجليزي، أن الأجناس المختلفة مرتبة وفقًا لسلسلة الوجود العظمى. أيدت معتقداته وجود أصول مختلفة للأعراق مختلفة، مدعيًا أن البيض والسود نوعان مختلفان تمامًا. اعتقد آخرون، كعالم الطبيعة الفرنسي جورج دي بوفون وعالم التشريح الألماني يوهان فريدريش بلومنباخ، أن جميع الأجناس جاءت من أصل واحد، لكنها شكلت بمرور الوقت اختلافات واضحة بناءً على عوامل بيئية. اعتقد آخرون، مثل توماس جفرسون، بوجود دونية عرقية واضحة وفرق بين البيض والسود، وطالبوا العلم باستكشافها على نحو أوسع. آمن تشارلز داروين بالأساس المتساوي بين الأنواع البشرية. اعتمد بعض المنظرين الاجتماعيين على أفكار داروين، كفرانسيس غالتون الذي صاغ مصطلح علم تحسين النسل في كتابه الذي نُشر عام 1883 بعنوان: بحث في قدرات الإنسان العقلية وتطورها.

### تأثير العبودية وعلم تحسين النسل على الممارسة الطبية
استخدمت الاختلافات المدركة بين الأعراق لتبرير العبودية في الولايات المتحدة الأمريكية. أثرت هذه المعتقدات أيضًا على العلاج الطبي وإجراء التجارب على الأشخاص السود. حاز العلاج الطبي للأشخاص السود في الولايات المتحدة على اهتمام خاص بعد عام 1808؛ أي بعد تطبيق الحظر الفيدرالي على استيراد العبيد. اهتم بعض الأطباء، مثل جيمس ماريون سيمز، في بالسكان السود الموجودين لمراقبتهم واستخدامهم لأغراض طبية. استخدمت بعض هذه العلاجات والتجارب لفائدة المجتمع الطبي بشكل عام، بينما هدف البعض الآخر إلى زيادة أعداد المواليد، وبالتالي زيادة أعداد العبيد المحليين. وكمثال على ذلك، أجرى سيمز، مؤسس أمراض النساء الحديثة، عمليات جراحية على اثنتي عشرة امرأة في أربعينيات القرن التاسع عشر في فناء منزله الخلفي في مونتغومري في ولاية ألاباما. كانت جميع تلك النساء مستعبدات. نمت العلوم الطبية الحديثة وتطورت إلى جانب مفاهيم العنصرية المستمدة من التجارب والمشاعر الاجتماعية. زرعت هذه العوامل نوعًا من الاختلاف العرقي، وما يزال الظلم قائمًا حتى يومنا هذا. في الولايات المتحدة الحديثة، على سبيل المثال، تكون احتمالية وفاة النساء السود بسبب مشاكل أثناء الحمل أكثر من النساء البيض بثلاث إلى أربع مرات.